# 早稲田大学ビジネスコンテスト
早稲田大学ビジネスプランコンテスト（わせだだいがくびじねすぷらんこんてすと、英語：Waseda University Business Plan Contest）は早稲田大学で開催される、ビジネスプランコンテスト。早稲田大学の学生が起業する機会を得ることを目的としている。
本コンテストは1998年の第1回目から開催している日本で最も歴史のあるビジネスプランコンテストのひとつである。

## 概要
本コンテストは早稲田大学産業経営研究所が毎年開催している。
特徴として、学部・学年を問わずに早稲田大学の学生すべてから広くビジネスプランの応募を受け付ける点がある。過去の優勝者には賞金と副賞としてのニューヨーク研修旅行などが授与される。

## 過去の著名な優勝者
- 村上太一 - 政治経済学部卒業。株式会社リブセンス代表取締役社長。
- 与沢翼 - 社会科学部卒業。株式会社YOZAWA TSUBASA Holdings、株式会社フリーエージェントスタイルホールディングス、株式会社All of me（オールオブミー）代表取締役社長。
- 堀口英剛 - 商学部卒業。株式会社ドリップ代表取締役。